# Billy Wilder
Samuel Wilder, conocido como Billy Wilder (Sucha, Imperio austrohúngaro, 22 de junio de 1906-Hollywood, Estados Unidos, 27 de marzo de 2002), fue un director de cine, guionista y productor austriaco, seis veces ganador del Premio Óscar (uno como productor, dos como mejor director y tres como mejor guionista).
Maestro indiscutible de la comedia estadounidense de los años 1950 y 1960, Billy Wilder supo imponer un estilo moralista y cáustico. Invocó temas polémicos en sus películas de comedia e intentó desafiar la opinión general y el puritanismo anglosajón. Su talento no se limita a la comedia, también se destaca en el cine negro y las películas de época.

## Biografía

### Infancia y años en Europa
Samuel Wilder (en hebreo Shmuel Vildr, שמואל וִילדֶר‎), pronunciación en alemán: /ˈvɪldɐ/; en Inglés  /ˈwaɪldər/) nació el 22 de junio de 1906 en el seno de una familia judía polaca en Sucha Beskidzka, una pequeña ciudad que formaba parte del Imperio Austro-Húngaro. Sus padres eran Eugenia (apellido de soltera Dittler) y Max Wilder. Su nombre de "Billie" lo cogió de su madre (y que él cambió cuando llegó a los EE. UU.). Su hermano mayor, William Lee Wilder (1904–1982), también fue guionista, productor y director. Sus padres regentaban un reputado restaurante en la estación ferrioviaria de Sucha. Intentó convencerlo de que se uniera al negocio familiar pero sin éxito. Poco después, la familia se traslada a Viena, donde Wilder fue al colegio. En su trascurso por la Universidad de Viena, Wilder se lanzó al periodismo. Su primer trabajo fue como cronista en el periódico austriaco Juranek. En 1926, el líder de la banda de jazz Paul Whiteman estuvo de gira por Viena, cuando fue entrevisado por Wilder, fan de la banda.A Whiteman le gustó el joven Wilder y le llevó con él a Berlín, donde Wilder hace contactos con gente del mundo del espectáculo. Allí antes de triunfar como escritor, trabajó como bailarín en Berlín. Allí se aficionó al cine, tras ver diversas películas que le impresionaron hondamente. 
Después de escribir crónica negra y de deportes en diferentes diarios locales, se le ofreció trabajo regular en un tabloide berlinés. Pero él seguía interesado en el cine, así que empezó a trabajar como guionista para la Universum Film AG (UFA).[cita requerida] Colaboró para directores ilustres del momento pero también para "novatos" que a la postre también serían importantes (como Fred Zinnemann y Robert Siodmak) en su película Los hombres del domingo (Menschen am Sonntag) de 1929. Escribió también el guion de la adaptación de 1931 de la novela de Erich Kästner, Emilio y los detectives. En 1932 Wilder colaboró con el escritor y guionista Felix Salten en el guion de "Scampolo".
Tras la subida al poder de Adolf Hitler, Wilder se vio obligado a abandonar Berlín, debido a su ascendencia judía. Su madre moriría en los campos de concentración de Auschwitz. Estuvo en París, donde hizo su debut como director con Mauvaise Graine (1934) y ese mismo año emigró a los Estados Unidos, junto al actor Peter Lorre.

### Su época en Hollywood
Wilder y Lorre compartieron apartamento, hambre y momentos muy difíciles durante una temporada. Incluso tuvo que estar en México seis meses cuando expiró su visado, un episodio que trasladó al guion que en 1941 escribió para Mitchell Leisen Si no amaneciera. Se convirtió en ciudadano estadounidense en 1939. 
Comenzó a trabajar como guionista para la Paramount, y tuvo la ocasión de colaborar con Ernst Lubitsch, su gran maestro. Al funeral de este acudieron, entre otros, Wilder y su colega y amigo William Wyler. A la salida del mismo, ambos comentaron: "Nos hemos quedado sin Lubitsch". "Peor aún, nos hemos quedado sin las películas de Lubitsch". Su primer éxito como guionista fue precisamente al escribir el guion de la obra de Lubitsch Ninotchka de 1939. Esta comedia romántica protagonizada por Greta Garbo (una actriz conocida sobre todo por sus papeles dramáticos) fue aclamada por crítica y público. Con el gancho de "¡Garbo ríe!", dio a Garbo la posibilidad de tomar otra dirección a su carrera. Esto le valió a Wilder su primera nominación a los Oscar, que compartió con su compañero Charles Brackett. Desde 1938 hasta 1950, Wilder escribió muchos de sus guiones con él. Después de Ninotchka le siguieron una serie de éxitos comerciales como Si no amaneciera y Bola de fuego, así como su debut en Hollywood como director, El mayor y la menor.

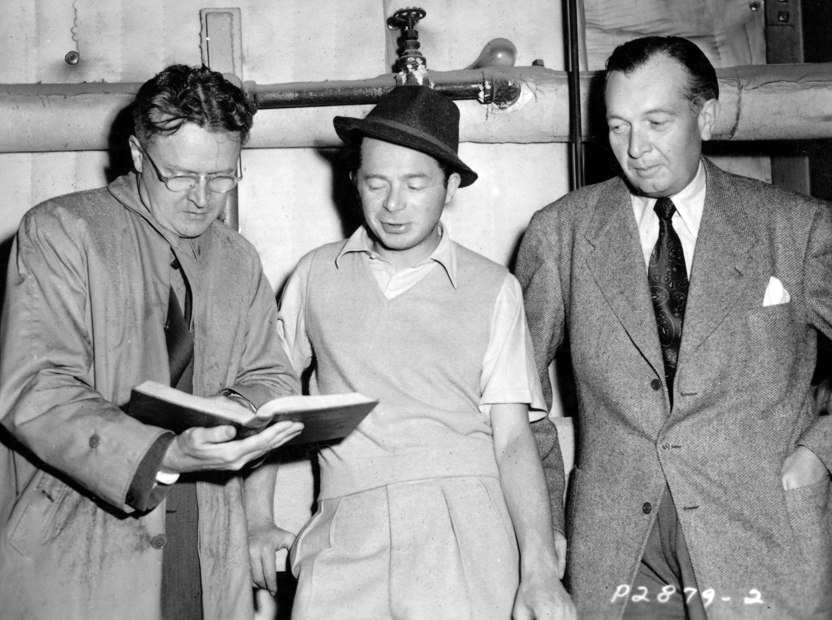
Wilder (en el medio) junto a Charles Brackett y Doane Harrison en el rodaje de El solterón y la menor (1942

Su tercera película como director, Perdición (1944) fue su primer gran éxito. Un film noir, por el que obtuvo su primera nominación al Óscar al mejor Director y guion, que fue coescrita junto al novelista Raymond Chandler, que debutaba como guionista. Su relación nunca fue buena. Según dijo Wilder, 

Chandler no me podía ver. Primero estaba mi acento alemán, que él detestaba. Segundo, yo conocía mejor las herramientas que teníamos que utilizar. Yo era joven y salía con chicas guapas. Todo eso le hacia volverse loco. (...) Porque ese era el primer jarrón que él moldeaba y yo ya había hecho miles de piezas".

Perdición no solo estableció convenciones para el género noir (como la iluminación de las "persianas venecianas" o la narración en off), sino que también fue un hito en la batalla contra la censura de Hollywood. La novela original de James M. Cain Double Indemnity presentaba dos triángulos amorosos y un asunto para cobrar el dinero del seguro. Aunque el libro fue un éxito de ventas, fue considerado imposible de filmar bajo el Código Hays, porque el adulterio era el tema central del argumento. Double Indemnity es considerado por algunos como el primer verdadero ejemplar del cine negro, combinando los elementos estilísticos de Ciudadano Kane con los elementos narrativos de The Halcón maltés  (1941).
Durante la liberación de los campos de concentración en 1945, el Psychological Warfare Department (PWD) produjo un documental propagandístico dirigido por Billy Wilder. El filme conocido como Death Mills, o Die Todesmühlen en alemán, estaba destinado al público alemán para enseñarles las atrocidades cometidas por el régimen nazi. Para la versión alemana, "Die Todesmühlen", Hanuš Burger se acredita como el escritor y director, mientras que Wilder supervisó la edición. A Wilder se le atribuye la versión en inglés.
Dos años después, Wilder ganó su primer Óscar al mejor director y Mejor guion por su adaptación a la pantalla de la historia de Charles R. Jackson, Días sin huella (1945), una de las mejores películas que describen el problema del alcoholismo, tema que volvió a tratar en Código Hays.

### Los 50: la época de más inspiración de Wilder
En 1950, Wilder coescribió y dirigió la oscura y cínica El crepúsculo de los dioses, protagonizado por una estrella en alza como William Holden y una veterana semiolvidada como Gloria Swanson. Swanson interpreta a Norma Desmond, una antigua estrella del cine mudo que vive recluida en su mansión, con delirios de su grandeza de una época pasada y sus sueños de un regreso artístico. Holden interpreta a un aspirante a guionista que no puede llegar a fin de mes y se convierte en una especie de gigoló para ella. Fue aclamada por la crítica y marcó el final de la larga asociación de escritura de Wilder con Charles Brackett. En 1951, Wilder siguió con El gran carnaval, una historia de explotación mediática de un accidente de espeleología. La idea de la película se la había planteado por teléfono a la secretaria de Wilder Victor Desny. Desny demandó a Wilder por incumplimiento de un contrato implícito en el caso de derechos de autor de California Wilder v Desny , y finalmente se acordó una indemnización por valor de 14.350 dólares. Aunque fue repudiada por público y crítica, su reputación ha ido creciendo con el paso de los años.
En los primeros años de la década de los 50, Wilder dirigió dos adaptaciones de Broadway, el prisionero de un drama bélico Traidor en el infierno (Stalag 17) (1953), papel con el que William Holden consiguió el Óscar al mejor actor, y la obra basada en el cuento corto de Agatha Christie Testigo de cargo (1957). Después de esto, Wilder se interesó en hacer películas en comedias de slapstick. Primero consideró, y rechazó, un proyecto para protagonizar una película de Laurel y Hardy. Luego tuvo alguna charla con Groucho Marx para dirigir una nueva comedia de Hermanos Marx, titulada provisionalmente "Un día en la ONU". Este proyecto fue abandonado cuando Chico Marx murió en 1961.
En la segunda mitad de los 50, Wilder se centró especialmente en las comedias. Empezaría esta serie una comedia romántica Sabrina y otra más picante como La tentación vive arriba (1955), donde trabaja por primera vez con Marilyn Monroe y donde crea una de las imágenes más icónicas del cine con el levantamiento de faldas por parte de Monroe por el aire del metro en Lexington Avenue. Después, Wilder cambió de registro por un humor más sardónico con Ariane (1957), donde una joven inocente (Audrey Hepburn) finge ser una mujer casada en busca de diversión extramatrimonial con un playboy (Gary Cooper). La película fue la primera colaboración de Wilder con el escritor y productor I. A. L. Diamond, una asociación que continuó hasta el final de su carrera.
En 1959, United Artists lanzó Con faldas y a lo loco sin el sello de aprobación sello del código, que lo había retenido por la descarada comedia sexual de la película basada en el travestismo. Jack Lemmon y Tony Curtis interpretan a músicos que se disfrazan de mujeres para escapar de la persecución de una pandilla de Chicago. El personaje de Curtis corteja a una cantante interpretada por Marilyn Monroe, mientras que Lemmon es cortejada por Joe E. Brown preparando la broma final de la película en la que Lemmon revela que su personaje es un hombre y Brown responde suavemente "Bueno, nadie es perfecto". La película fue un éxito de taquilla. Aunque fue considerada una comedia ligera, su reputación crítica creció prodigiosamente. 
De esta película se recuerda especialmente la mala relación que existió entre Wilder y Monroe durante el rodaje. Wilder recordaba que 

Lo que me desesperaba era el hecho de que llegara siempre demasiado tarde y que solo pudiera retener sus textos con mucha dificultad. Con esos elementos de inseguridad se puede contar. Con lo que no se puede contar es con la inseguridad dentro de la inseguridad. (...) La escena en la que Sugar decepcionada y triste, acude a la habitación de hotel de Curtis y Lemmon y desesperada quiere volver a beber. Y solo tenía que decir "Where is the Bourbon?". Tuvimos que rodarla 65 veces. (...) Y empezamos a escribirle las frases en la puerta. Poníamos papelitos en cada uno de los cajones."

A pesar de eso, su relación volvió a ser cordial aunque nunca más volvería a trabajar con ella. De hecho, Wilder comentó de ella que 

Existen más libros de Marilyn que de la Segunda Guerra Mundial. Hay cierta semejanza entras las dos. Era el infierno pero mereció la pena".

Su último gran éxito de esta década fue The Apartment en 1960. Un éxito de público y también de crítica (aunque algunos críticos, como Brendan Gill de The New Yorker creía escandaloso que se alabara a un personaje que dejaba su piso para un burdel para jefes). De hecho, fue el primer cineasta en ganar tres Premios Óscar por una misma película (Mejor película, mejor director y mejor guion original).

### Aciertos y desaciertos en la etapa final

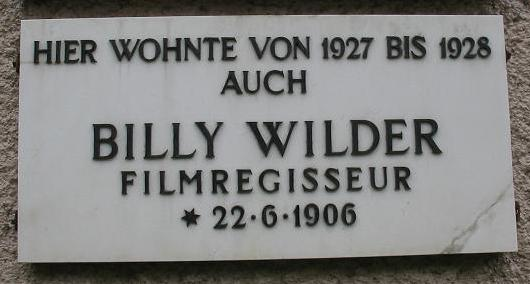
Placa dedicada a Billy Wilder, en Berlín.

En la década de los 60, comenzaría el lento declive de Wilder. Aunque podía tener ciertos éxitos de taquilla, estos se fueron alternando con fracasos (algunos de ellos bastante sonados). En 1961, rodaría Uno, dos, tres una frenética sátira política de un director comercial estadounidense de Coca-Cola destinado en Berlín (James Cagney) ve como la hija de su jefe se casa en secreto con un fanático joven comunista del Berlín Oriental. El rodaje curiosamente coincidió con el levantamiento del muro de Berlín el 13 de agosto. Es por eso, que las tomas que Wilder tenía pensadas rodar Wilder en la Puerta de Brandeburgo las tuvo que filmar finalmente en los estudios Bavaria de Múnich donde se construyó una réplica del monumento. En todo caso, la película no lograría atraer al público a las salas y fue todo un fracaso. Muy decepcionado quedó también Cagney, que se retiró del mundo de cine y no volvería hasta veinte años más tarde. 
Wilder escogió a sus dos actores fetiche de su gran película de hace tres años (Jack Lemmon y Shirley MacLaine) como pareja protagonista de Irma la dulce, una comedia musical que el director prácticamente eliminó todos sus números musicales, menos uno. La película se convirtió en un éxito de taquilla, aunque la Legión de la decencia, que le puso la calificación B al considerarlo indecente. Ese éxito no se repitió en su siguiente filme: Bésame tonto. El papel protagonista lo empezó a interpretar Peter Sellers pero sufrió un infarto y lo sustituyó Ray Walston.  La relación entre Wilder y Sellers se volvió tensa. Ambos tenían diferentes enfoques de trabajo y, a menudo, chocaban. Incluso, Wilder fue insensible al recibir la noticia de los infartos de Sellers al decir que "debes de tener corazón para poder tener un ataque".
Pero ni Waltson, por aquel entonces un cómico muy reputado por la serie My favorite Martian ni Kim Novak ni Dean Martin ni el estilo del mismo Wilder pudieron reflotar este filme a los ojos del público y la crítica. 
En 1966, Wilder conseguiría unir por primera vez a una de las parejas cómicos más identificables de la historia del cine. Volvía a escoger a su actor fetiche Jack Lemmon para que compartiera protagonismo con Walter Matthau, que ya intentó sin éxito que fuera la pareja de Monroe en La tentación vive arriba, en En bandeja de plata. El rol de ambos personajes sería una constante en las posteriores comedias de Lemmon y Matthau con Wilder o con otros directores. El de Lemmon siempre se describe como un personaje inseguro, infeliz o ingenuo que se siente atraído por el aplomo y la palabrería descarada del personaje que encarna Matthau que siempre raya la estafa, la ambición desmedida o el delito. La química de los actores con el director fue tan increíble que no tan solo repitieron proyectos juntos (como Primera plana o Aquí un amigo) sino que según palabras de Wilder, se fraguó una gran amistad. Con Matthau se veía un par de veces por semana y habitualmente también acudía Lemmon. Además, En bandeja de plata le daría su última nominación al Óscar (en categoría de Mejor guion original). 

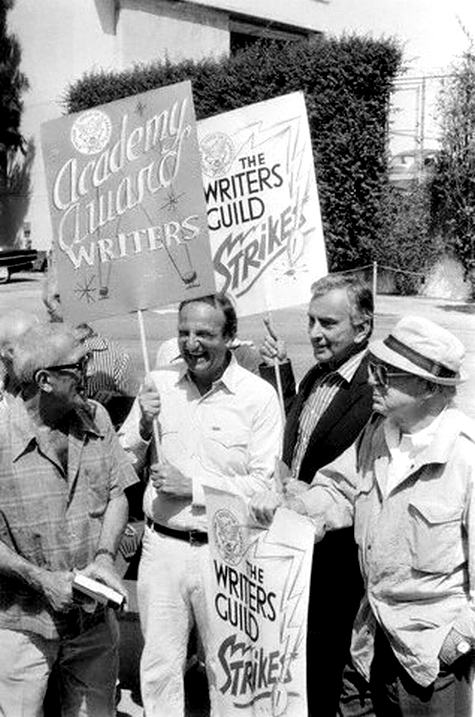
Billy Wilder (derecha) junto a Richard Brooks, Bo Goldman y Gore Vidal en la huelga del Gremio de Guionistas en 1981

La década de los 70 consolidó la pérdida de influencia de Wilder tanto de cara a la crítica como de cara a la taquilla. The Private Life of Sherlock Holmes (1970) es un ejemplo de película no cómica de esta etapa de Wilder, que fue un auténtico fracaso de taquilla. A ella le siguieron ¿Qué ocurrió entre mi padre y tu madre? (1972), Primera plana (1974) y Fedora (1978), esta última un intento frustrado de volver a recuperar el argumento del ocaso de una estrella impregnado en El crepúsculo de los dioses.
En 1981, dirigió su última película, Aquí, un amigo. A partir de entonces, las compañías aseguradoras ya no querían asegurar películas suyas, debido a su avanzada edad.

### Últimos años
En los últimos años de Wilder, el mundo del cine le volvió a reconocer su contribución a la industria. En 1986, fue reconocido con el Premio a toda una trayectoria del American Film Institute. Dos años más tarde, fue premiado con el Premio Irving G. Thalberg y en 1993, recibió el National Medal of Arts y obtuvo una estrella en el paseo de la fama de Hollywood. Wilder se hizo conocido por poseer una de las mejores y más extensas colecciones de arte de Hollywood, principalmente de arte moderno. Como lo describió a mediados de los años 1980, 

"Es una enfermedad. No sé cómo parar. Llámalo bulimia si quieres, o curiosidad o pasión. Tengo algunos Impresionistas, algunos Picassos de todas las épocas, algunos de Calder. También colecciono pequeños árboles japoneses, pisapapeles de vidrio y jarrones chinos. Nombra un objeto y lo colecciono".

Las ambiciones artísticas de Wilder lo llevaron a crear una serie de obras propias. A principios de los años 1990, Wilder había acumulado muchas construcciones plásticas y artísticas, muchas de las cuales fueron realizadas en colaboración con el artista Bruce Houston. En 1993, el marchante de arte Louis Stern, un viejo amigo, ayudó a organizar una exposición del trabajo de Wilder en su galería de Beverly Hills. La exposición se tituló "El Marché aux Puces de Billy Wilder" y el segmento "Variaciones sobre el tema de la  Reina Nefertiti" fue bien acogida por el público. Esta serie presentaba bustos de la reina egipcia envueltos "à la" Christo, o salpicados "à lo" Jackson Pollock, o luciendo una lata de sopa Campbell en homenaje a Andy Warhol.

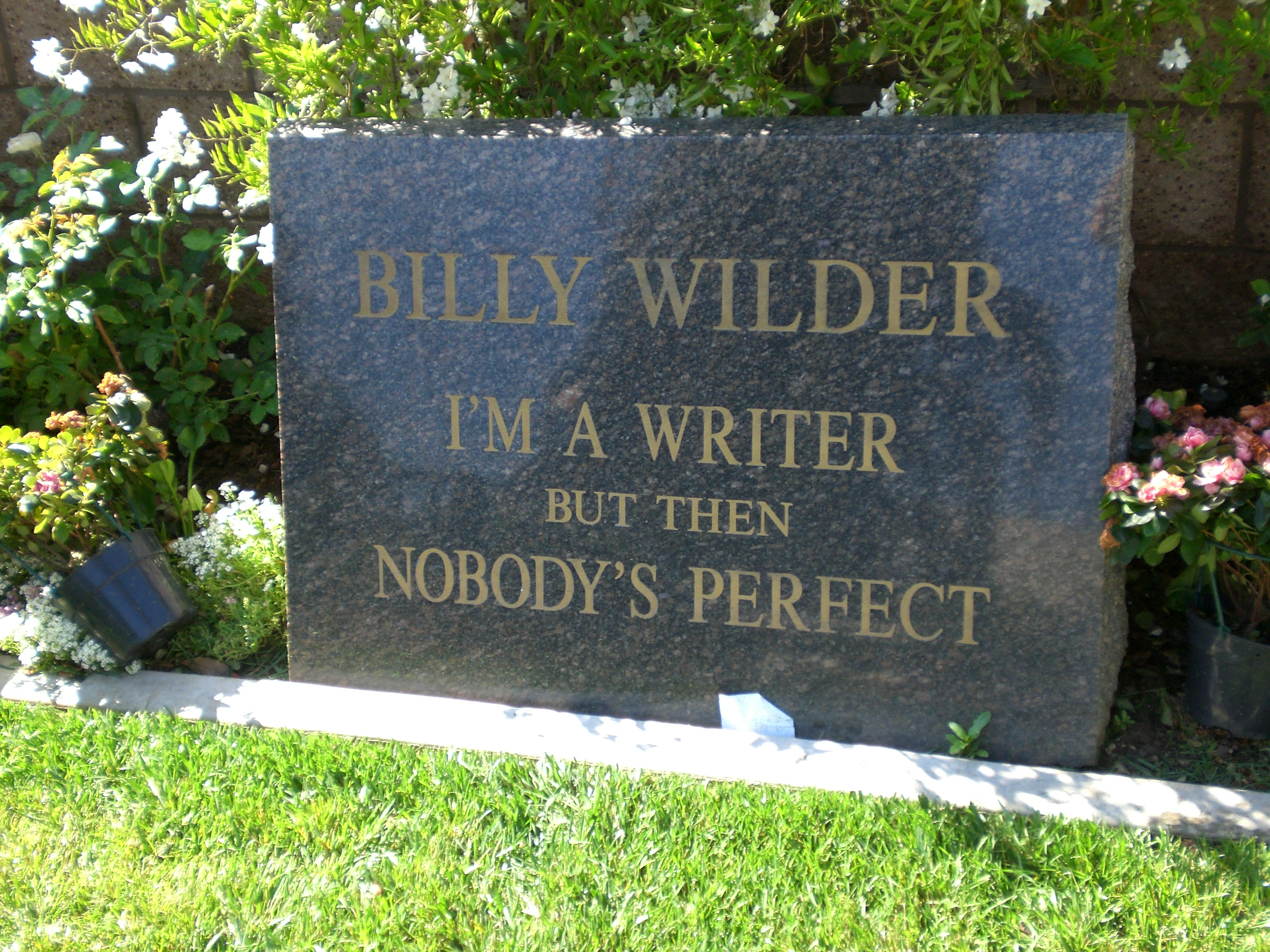
Lápida de Billy Wilder en Westwood Memorial, con el texto: "I'm a writer but then nobody's perfect" ("Soy escritor, pero nadie es perfecto").

Murió en 2002, a la edad de 95 años, en su residencia de Beverly Hills, a causa de una neumonía. Sus restos se encuentran en el Cementerio Westwood Village Memorial Park de Los Ángeles, California.

## Su estilo

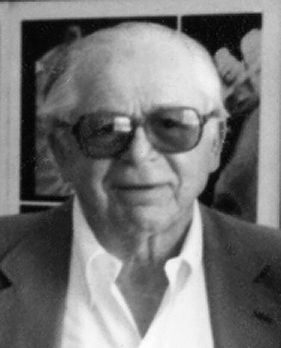
Wilder en 1989

En un famoso ensayo sobre Wilder, Stephen Farber comenta: "La principal aportación de Wilder al cine estadounidense es la inteligencia", que le permite combinar lo corrosivo y lo sensiblero e integrar en los argumentos paradojas, ironías y giros sorprendentes. En ocasiones, individuos respetados emergen como canallas: los soldados norteamericanos del Berlín de posguerra en A Foreign Affair (1948), el jefe de información de Traidor en el infierno (1953) o el solemne director de una aseguradora en El apartamento (1960). Y a veces un aparente villano resulta ser un ser íntegro. Pensaba que la gente no suele ser ni tan buena como aparece en la superficie ni tan mala como teme ser en el fondo. Esta visión de la realidad le valió abundantes honores (veintiuna candidaturas a los oscares y seis estatuillas), pero también la controversia.
Incluye en sus películas lo que los estudiosos del cine han dado en llamar "discrepancia entre niveles de conocimiento": cuando el público sabe más sobre lo que ocurre en una escena que, al menos uno de los personajes, se siente cómodo, listo, se fija más y capta las sutilezas. Se producen ironías cómicas y dramáticas. Cuando existe una mayor discrepancia entre lo que sabe el público y lo que sabe más de uno de los personajes, las posibilidades dramáticas se multiplican. Wilder, de hecho, era un virtuoso al permutar niveles de conciencia discrepantes, una táctica que coloca al público en una posición privilegiada desde la cual sigue la historia. Un ejemplo claro de ello lo encontramos en El apartamento. Primero, el público ve cómo Jack Lemmon presta la llave de su apartamento a los ejecutivos más ligones del trabajo para que se encuentren con sus amigas. Segundo, comprueba el tímido afecto que Lemmon profesa a Shirley MacLaine, la ascensorista. Tercero, observa que el jefe interpretado por Fred MacMurray, un hombre casado, llama a Lemmon para reprocharle su función de alcahueta, pero le sorprende pidiéndole la llave. El público, tan desprevenido como Lemmon, está menos preparado para Cuarto, la escena en que MacMurray se encuentra con su amiga, que resulta ser MacLaine. Mientras se dirigen al apartamento, la película introduce una toma de Lemmon solo ante el cine donde había planeado encontrarse con MacLaine. Ello provoca intensidad, más que sentimentalismo, y por combinaciones fílmicas como la explicada se considera que nadie en la historia del cine ha orquestado mejor las posibilidades de la argumentación que Billy Wilder.[cita requerida]

## Legado

Caricatura de Wilder

Wilder ocupa un lugar importante en la historia de la censura de Hollywood por ampliar la gama de temas aceptables para los censores. Es responsable de dos películas de la era del film-noir como Double Indemnity u Sunset Boulevard. Junto a Woody Allen y los Hermanos Marx, lidera la lista de AFI's 100 años... 100 sonrisas con cinco de sus filmes incluidos en esta lista y liderada por Some Like it Hot. También figuran en ella The Apartment, The Seven Year Itch dirigidas por él y Ball of Fire y Ninotchka como coguionista. También la American Film Institute incluyó cuatro de sus trabajos en la lista AFI's 100 años... 100 películas: Sunset Boulevard (no. 12), Some Like It Hot (no. 14), Double Indemnity (no. 38) y The Apartment (no. 93). En el décimo aniversario de esta lista, la AFI movió Sunset Boulevard al número 16, Some Like it Hot al 22, Double Indemnity al 29 y The Apartment al 80.
El director español Fernando Trueba dijo en su discurso cuando en 1993 recibió el Óscar a la mejor película de habla no inglesa por Belle Époque: "Me gustaría creer en Dios para agradecérselo. Pero solo creo en Billy Wilder... así que, gracias, Mr. Wilder." Según comenta el mismo Trueba, Wilder le llamó al día siguiente para decirle: "Fernando, soy Dios."
El director francés Michel Hazanavicius también agradeció a Billy Wilder en 2012 en su discurso cuando recibió el Óscar a la mejor película por The Artist cuando dijo "Quería dar las gracias a las siguientes tres personas, a Billy Wilder, a Billy Wilder y a Billy Wilder."

## Filmografía
Dentro de su filmografía, pueden encontrarse trabajos como director y como guionista, tanto de trabajos propios como de otros directores:
Como director
- 1934 - Curvas peligrosas
- 1942 - El mayor y la menor
- 1943 - Cinco tumbas al Cairo
- 1944 - Perdición
- 1945 - Días sin huella
- 1948 - Berlín Occidente
- 1948 - El vals del emperador
- 1950 - El crepúsculo de los dioses
- 1951 - El gran carnaval
- 1953 - Traidor en el infierno
- 1954 - Sabrina
- 1955 - La tentación vive arriba
- 1957 - Testigo de cargo
- 1957 - Ariane
- 1957 - El héroe solitario
- 1959 - Con faldas y a lo loco
- 1960 - El Apartamento
- 1961 - Uno, dos, tres
- 1963 - Irma la dulce
- 1964 - Bésame, tonto
- 1966 - En bandeja de plata
- 1970 - The Private Life of Sherlock Holmes
- 1972 - ¿Qué ocurrió entre mi padre y tu madre?
- 1974 - Primera plana
- 1978 - Fedora
- 1981 - Aquí un amigo

## Premios y distinciones
Premios Óscar
| Año  | Categoría                        | Película                    | Resultado |
| ---- | -------------------------------- | --------------------------- | --------- |
| 1940 | Mejor guion                      | Ninotchka                   | Nominado  |
| 1942 | Mejor argumento                  | Bola de fuego               | Nominado  |
| 1942 | Mejor guion                      | Si no amaneciera            | Nominado  |
| 1945 | Mejor director                   | Perdición                   | Nominado  |
| 1945 | Mejor guion                      | Perdición                   | Nominado  |
| 1946 | Mejor director                   | Días sin huella             | Ganador   |
| 1946 | Mejor guion                      | Días sin huella             | Ganador   |
| 1949 | Mejor guion                      | A Foreign Affair            | Nominado  |
| 1951 | Mejor dirección                  | El crepúsculo de los dioses | Nominado  |
| 1951 | Mejor guion                      | El crepúsculo de los dioses | Ganador   |
| 1952 | Mejor argumento y guion          | El gran carnaval            | Nominado  |
| 1954 | Mejor dirección                  | Traidor en el infierno      | Nominado  |
| 1955 | Mejor dirección                  | Sabrina                     | Nominado  |
| 1955 | Mejor guion                      | Sabrina                     | Nominado  |
| 1958 | Mejor dirección                  | Testigo de cargo            | Nominado  |
| 1960 | Mejor director                   | Con faldas y a lo loco      | Nominado  |
| 1960 | Mejor guion                      | Con faldas y a lo loco      | Nominado  |
| 1961 | Mejor película                   | El apartamento              | Ganador   |
| 1961 | Mejor director                   | El apartamento              | Ganador   |
| 1961 | Mejor guion original             | El apartamento              | Ganador   |
| 1967 | Mejor argumento y guion original | En bandeja de plata         | Nominado  |
| 1988 | Premio Irving Thalberg           | Premio Irving Thalberg      | Ganador   |

Festival Internacional de Cine de Cannes
| Año  | Categoría   | Película        | Resultado |
| ---- | ----------- | --------------- | --------- |
| 1946 | Gran Premio | Días sin huella | Ganador   |

Festival Internacional de Cine de Venecia
| Año  | Categoría            | Película         | Resultado |
| ---- | -------------------- | ---------------- | --------- |
| 1951 | Premio Internacional | El gran carnaval | Ganador   |